# Akçatekir
Akçatekir ist ein Ortsteil (Mahalle) im Landkreis Pozantı der türkischen Provinz Adana mit 1.915 Einwohnern (Stand: Ende 2024). Im Jahr 2011 hatte der Ort 2.893 Einwohner.